# 66 Lotniczy Pułk Szkolny

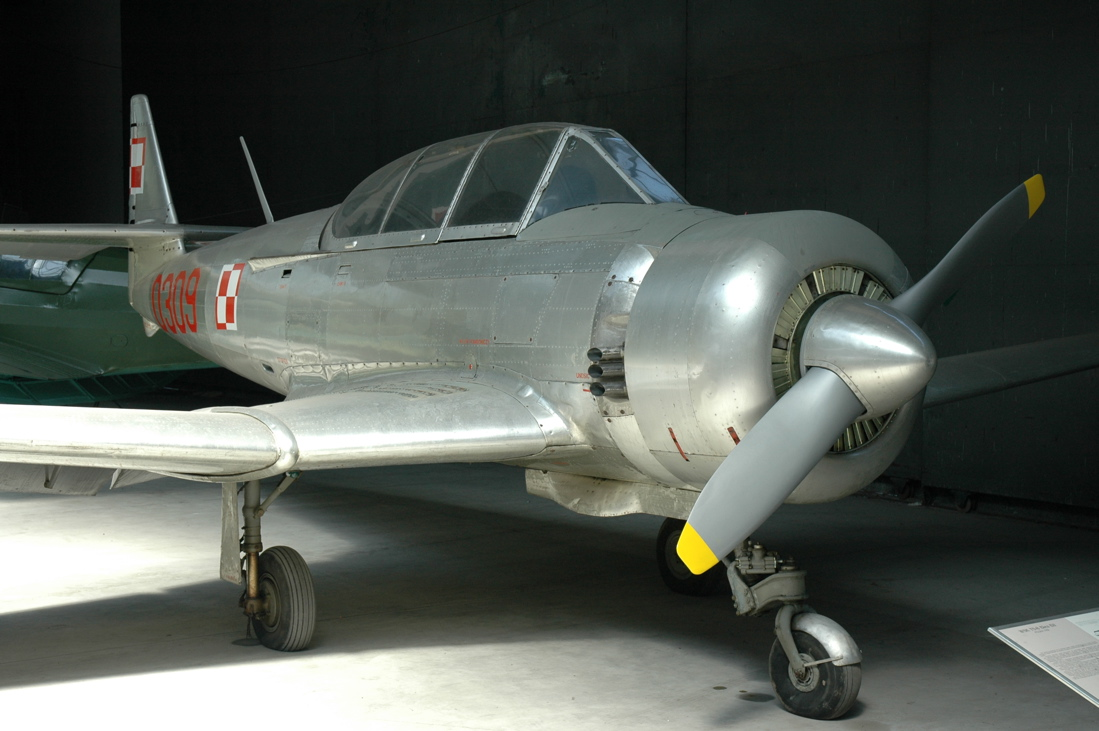
TS-8 Bies

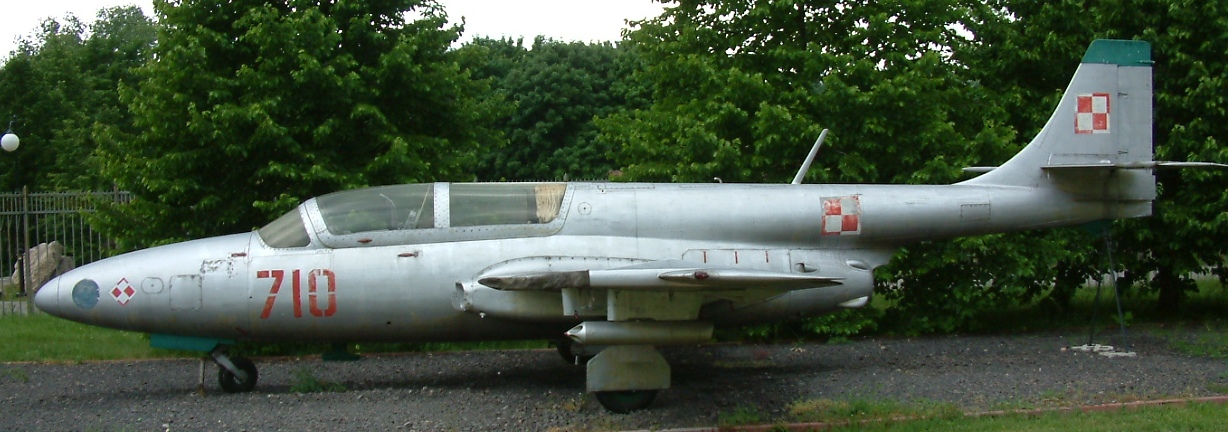
TS-11 Iskra

66 Lotniczy Pułk Szkolny (66 lpsz) – pododdział wojsk lotniczych SZ PRL.

## Formowanie i zmiany organizacyjne
W 1960 roku, na bazie dwóch eskadr szkolnych 59 Pułku Szkolno-Bojowego Oficerskiej Szkoły Lotniczej im. Jana Krasickiego bazujących na lotniskach w Krzewicy i Ułężu, sformowano 66 Lotniczy Pułk Szkolny Oficerskiej Szkoły Lotniczej im. Żwirki i Wigury w Radomiu.
27 sierpnia 1961 roku 66 Lotniczy Pułk Szkolny OSL im. Żwirki i Wigury otrzymał sztandar ufundowany przez załogę Tomaszowskich Zakładów Włókien Sztucznych „Wistom”. Wydarzenie to wieńczyło proces integracji nowej jednostki z miejscowym społeczeństwem. Wręczenie sztandaru odbyło się na uroczystej zbiórce całego pułku w obecności licznie zgromadzonej okolicznej społeczności. Sztandar wręczył w imieniu ministra obrony narodowej gen. bryg. Zdzisław Bobecki. Nowy sztandar został przyjęty przez poczet w składzie: dowódca por. pil. Jerzy Bell, sztandarowy sierż. Z. Zdunek oraz asystujący por. E. Ultrecht.
W okresie od 27 lutego do 16 sierpnia 1962 roku, za zgodą dowódcy Wojsk Lotniczych i OPL OK, przeszkolenie na samolocie TS-8 Bies ukończył kapitan inżynier Seweryn Chlebicki.
6 czerwca 1962 roku pułk wizytował minister obrony narodowej generał broni Marian Spychalski, któremu towarzyszyli: Główny Inspektor Lotnictwa generał dywizji pilot Jan Frey-Bielecki i komendant OSL-5 podpułkownik pilot Henryk Michałowski.
Z dniem 13 maja 1964 roku, 66 Lotniczy Pułk Szkolny został włączony w skład Oficerskiej Szkoły Lotniczej im. Jana Krasickiego w Dęblinie.
W maju 1966 roku jedna eskadra osiągnęła gotowość do szkolenia na samolotach TS-11 Iskra. Od 1972 roku pułk szkolił podchorążych i pilotów instruktorów z innych jednostek wyłącznie na samolotach TS-11 Iskra.
Z dniem 31 grudnia 1989 roku, w związku z reorganizacją Wyższej Oficerskiej Szkoły Lotniczej, pułk został rozformowany.

## Dowódcy pułku
- płk pil. Kazimierz Ciepiela (1960–1979)[6]
- płk pil. Ireneusz Witecki (1979–1981)[6]
- płk pil. Aleksander Wiesztort (1981–1987)[6]
- ppłk pil. Janusz Karpowicz (1987–1989)[6]